# Véore
Die Véore ist ein Fluss in Frankreich, der im Département Drôme in der Region Auvergne-Rhône-Alpes verläuft. Sie entspringt im Gemeindegebiet von La Baume-Cornillane, entwässert im Oberlauf in nördlicher Richtung, streckenweise durch den Regionalen Naturpark Vercors, schwenkt dann nach Südwest und mündet nach insgesamt rund 38 Kilometern an der Gemeindegrenze von Étoile-sur-Rhône und Livron-sur-Drôme als linker Nebenfluss in die Rhône.

## Orte am Fluss
- Combovin
- Chabeuil
- Beaumont-lès-Valence
- Beauvallon
- Étoile-sur-Rhône

## Sehenswürdigkeiten
- Pont sur la Véore, Brücke über die Véore aus dem 17. Jahrhundert – Monument historique[3]